# Andreas Beck
Andreas Beck (Kemerovo, 13 de março de 1987) é um futebolista alemão. Atualmente, joga pelo VfB Stuttgart.
Nasceu na Rússia, na então União Soviética, com o nome russificado de Andrey Oskarovich Beck (Андрей Оскарович Бекк, em russo).

## Títulos

### VfB Stuttgart
- Bundesliga: 2006–07

### Besiktas
- Campeonato Turco: 2015–16

### Alemanha Sub-21
- Europeu Sub-21: 2009